# بلوار نلسون ماندلا (تهران)
بلوار نلسون ماندلا (نام‌های پیشین: خیابان آفریقا، خیابان جُردَن)، یکی از خیابان‌های شناخته‌شدهٔ در  شمال شهر تهران است. این خیابان در میان مردم بیشتر با نام خیابان جُردن شناخته می‌شود.

## موقعیت
خیابان آفریقا از سوی جنوب از میدان آرژانتین و پایانه بیهقی آغاز می‌شود و به سوی شمال ادامه می‌یابد. این بزرگ‌راه پس از یک پیچش به سوی شرق و گذر از بلوار میرداماد، از بزرگراه مدرس گذشته و در یک سرازیری به کوچه مریم شرقی واقع در محله الهیه، پایان می‌یابد.
این بلوار از شمال از طریق ایستگاه مترو شهید صدر و در تقاطع میرداماد از از طریق مترو میرداماد و در جنوب از طریق مترو مصلی قابل دسترسی می باشد.

## نام‌گذاری
این خیابان پیشتر به افتخار ساموئل مارتین جردن بانی دبیرستان البرز و آموزشکده دخترانه آمریکایی تهران «جردن» نام‌گذاری شده بود. پس از انقلاب نام این خیابان به خیابان آفریقا تغییر یافت.اما همچنان بیشتر مواقع آن را  جردن مینامند. در آذر ۱۳۹۳، نام این خیابان از آفریقا به نلسون ماندلا تغییر یافت.
نام پیشین و کنونی خیابان‌های فرعی به جردن به ترتیب ابتدا از چهارراه جهان کودک، امیر پرویز (صانعی- کیش)، خشایارشاه (شریفی- پدیدار)، نگار، دریانی (والی نژاد)، بهرون (دامن افشار)، بلوار میرداماد، قبادیان، تابان، سرو، پیروز (شهید یزدان پناه)، فرزان، ظفر (شهید وحید دستگردی)، بابک (شهید ناصری)، علوی (بابک بهرامی)، فرح (اسفندیار-آرش)، ایرج(شهید سردار زاهدی)، چهرازی (محمد علی رحیمی)، صبا، دولتشاهی (شهید عاطفی)، حافظ (رضا سعیدی)، ارمغان، تندیس، صداقت (شهید علی انصاری)، چاتانوگا (سایه)، شناسا (مریم)، پیرایش (آرامش)، هاید پارک (گلشهر)، نیلوفر، ناهید، نادر (امین کاج آبادی)، حکمت (گلفام)، داور (گل آذین)، شهریار (مهیار)، جان‌سپار (شهید طاهری)، داریوش (گل افشان)، کوروش (گلگشت)، پروین، پهلوان (محمد روان‌پور)، مهرداد (گلگونه)، رامین، فرخار (کرانه)، خرسندی، گلستان، شادی، زاهدی (زینت)، مهناز، امانیه (ابراهیم مهری)، آذر پی (افق)، پروانه (ترکش دوز)، تورج، خاکزاد و منتهی به خیابان فرشته می‌باشد.

## افراد سرشناس ساکن جردن
- هایده، انتهای بلوار فرح (آرش غربی)[۵]
- پرویز یاحقی، کوچه نیلوفر[۶]
- پوران، خیابان ناهید[۷]
- مهراس شایگان، خیابان یزدان پناه
- محمود ذوالفنون، خیابان ناهید[۷]
- گوگوش، خیابان ناهید
- محمد مختاری، کوچۀ علوی

## جای‌های مهم
جای‌های مهم یا دیدنی راستای این بزرگ‌راه (به چینش جغرافیایی از شمال به جنوب) بر این پایه‌اند:

## ورودی‌ها و برخوردگاه‌ها

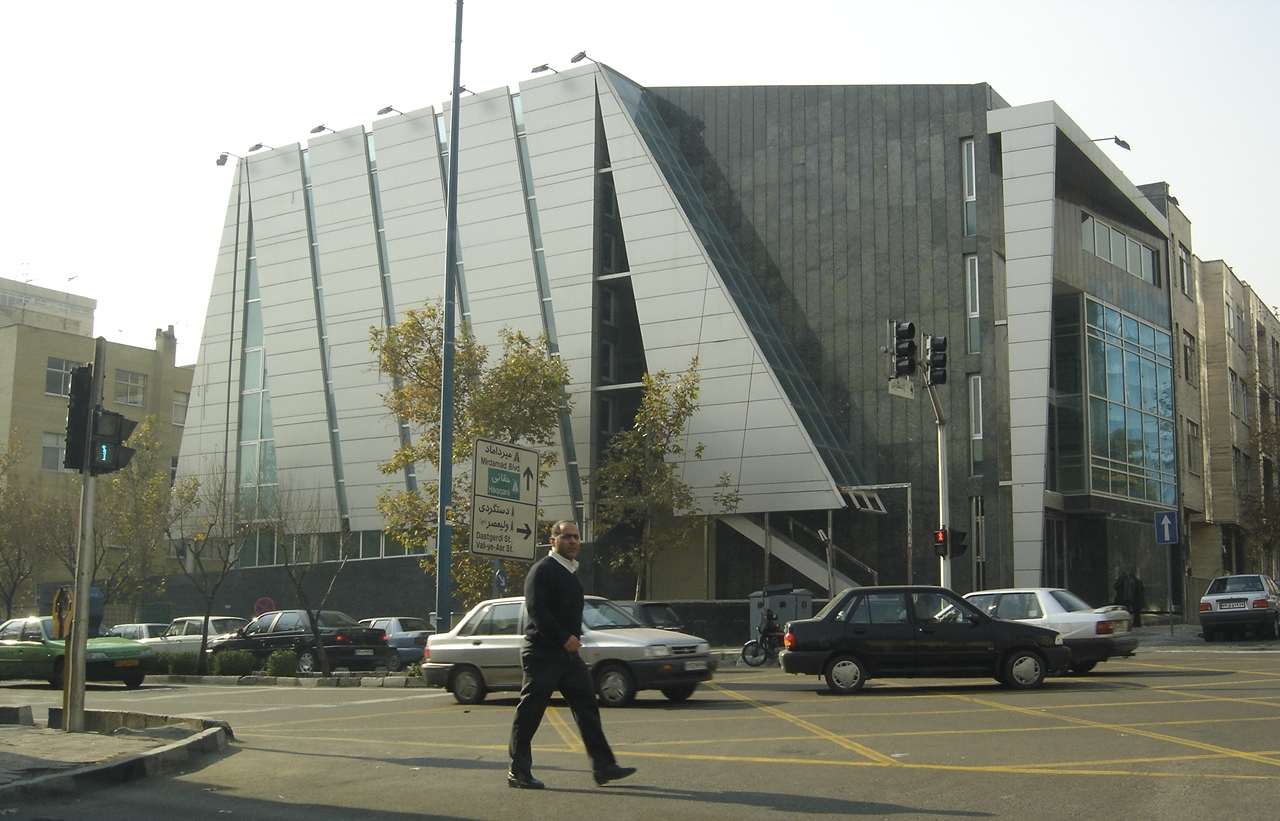
تقاطع خیابان آفریقا با خیابان وحید دستگردی

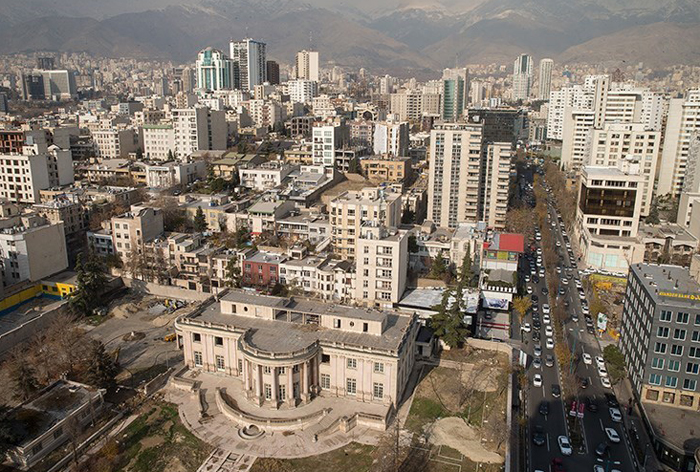
کاخ ثابت پاسال در خیابان آفریقا از نمای هوایی

| از شمال به جنوب                                    | از شمال به جنوب | از شمال به جنوب |
| -------------------------------------------------- | --------------- | --------------- |
| بزرگراه مدرس                                       |                 |                 |
| بلوار میرداماد                                     |                 |                 |
| بزرگراه حقانی                                      |                 |                 |
| بزرگراه همت                                        |                 |                 |
| بزرگراه شهید قاسم سلیمانی                          |                 |                 |
| پارکینگ پایانه اتوبوسرانی بیهقی(آرژانتین)          |                 |                 |
| خیابان بیهقی خیابان شهید احمد قصیر (خیابان بخارست) | میدان آرژانتین  |                 |
| از جنوب به شمال                                    |                 |                 |